# Alain Chartrand
Pour les articles homonymes, voir Chartrand.
Alain Chartrand est un réalisateur, scénariste, producteur et monteur québécois né le 2 février 1946 à Longueuil (Canada) et mort le 11 décembre 2023.

## Biographie
Alain Chartrand est né à Longueuil le 2 février 1946. Il est le fils du syndicaliste Michel Chartrand et de l'écrivaine Simonne Monet-Chartrand.

## Filmographie

### Comme réalisateur

#### Cinéma
- 1967 : Ataboy
- 1972 : Isis au 8
- 1976 : La Piastre
- 1982 : On n'est pas sorti du bois
- 1983 : L'Étau-bus - Prix du Public de la compétition internationale 1985 au Festival international du court-métrage de Clermont-Ferrand
- 1988 : Des amis pour la vie
- 1990 : Ding et Dong, le film
- 1991 : Un homme de parole
- 1991 : Une nuit à l'école
- 1992 : Le Jardin d'Anna
- 1996 : Une vie comme rivière
- 2013 : La Maison du pêcheur

#### Télévision
- 1992 : Montréal ville ouverte (série télévisée)
- 1996 : Innocente (série télévisée)
- 1997 : Paparazzi (série télévisée)
- 2000-2003 : Chartrand et Simonne (série télévisée)

### Comme scénariste
- 1972 : Isis au 8
- 1976 : La Piastre
- 1991 : Un homme de parole
- 1996 : Une vie comme rivière.

### Comme acteur
- 1965 : Le Révolutionnaire
- 1989 : Cruising Bar : l'assistant-réalisateur
- 1989 : Comment faire l'amour avec un nègre sans se fatiguer : policier n° 1
- 1991 : L'Assassin jouait du trombone : le sergent.

### Comme producteur
- 1972 : Isis au 8.

### Comme monteur
- 1972 : Isis au 8.

## Récompenses et nominations

### Récompenses
- 1992 : Grand Prix Hydro-Québec, Festival du cinéma international en Abitibi-Témiscamingue pour Le jardin d'Anna.
- 1991 : Golden Reel pour Ding et Dong, le film[3]

### Nominations
- 7 nominations aux Prix Gémeaux 2000[4].